# José María Sánchez Martínez
José María Sánchez Martínez (* 3. Oktober 1983 in Lorca) ist ein spanischer Fußballschiedsrichter.

## Karriere
José María Sánchez Martínez leitet seit der Saison 2011/12 Fußballspiele in der spanischen Segunda División, seit der Saison 2015/16 Spiele in der Primera División. Seit 2017 ist er FIFA-Schiedsrichter.
Am 13. Dezember 2018 leitete er mit dem Spiel Spartak Trnava gegen Fenerbahçe Istanbul (1:0) erstmals eine Partie in der UEFA Europa League. Am 15. September 2021 pfiff er mit der Partie Sporting Lissabon gegen Ajax Amsterdam (1:5) erstmals in der UEFA Champions League.
Er wurde 2019 als Videoschiedsrichter für die Weltmeisterschaft der Frauen 2019 nominiert und hatte insgesamt zehn Einsätze.
Am 12. Januar 2020 leitete Sánchez Martínez das Finale der Supercopa de España 2020 zwischen Real Madrid und Atletico Madrid in Saudi-Arabien (0:0 n. V., 4:1 i. E.).
Im April 2021 wurde er als Videoschiedsrichter für die Europameisterschaft 2021 nominiert. Dort wurde er bei vier Partien eingesetzt.
Auch bei der Europameisterschaft der Frauen 2022 in England im Juli 2022 wurde er als Videoschiedsrichter eingesetzt.
Zur zweiten Hälfte der Saison 2021/22 stieg Sánchez Martínez in die Kategorie der UEFA-Elite-Schiedsrichter auf.
Sánchez Martínez arbeitet als Bankkaufmann.